# Pangrapta dulcis
Pangrapta dulcis là một loài bướm đêm trong họ Erebidae.